# Мосьцицкий, Игнаций
Игна́ций Мосьци́цкий (варианты Игна́тий, Игна́цы, Мости́цкий, Мосьци́цкий; пол. Ignacy Mościcki, 1 декабря 1867[…], Mierzanowo, Плоцкая губерния — 2 октября 1946[…], Версуа, Женева) — польский государственный и политический деятель, президент Польши (1926—1939). Учёный-химик, изобретатель, один из создателей химической промышленности Польши.
Занял пост президента при режиме «санации» во главе с Пилсудским, реальной властью не обладал. После смерти Пилсудского в 1935 году смог консолидировать свою власть, устранив своих политических противников, однако вынужденно пошёл на сближение с генералом Рыдз-Смиглым, контролировавшим вооружённые силы. В правление Мосьцицкого с подачи Рыдза идеология режима приобрела националистический характер. Мосьцицкому удалось стабилизировать польскую экономику и достичь экономического роста, начать процесс перевооружения перед угрозой войны. Выступал против территориальных уступок Германии.
В сентябре 1939 года в Польшу вторглись немецкие войска. Мосьцицкий бежал в Румынию после нападения СССР, где был интернирован и сложил президентские полномочия. В последние годы жизни отошёл от политической деятельности. Умер в эмиграции в Швейцарии.

## Ранние годы. Учёный и преподаватель
Родился в семье участника восстания 1863 года. Окончил школу в Варшаве, затем в 1891 году — Рижское политехническое училище. Был членом польской студенческой корпорации Veletia. В 1897 году был ассистентом в университете во Фрибурге (Швейцария). Разрабатывал методы получения азотной кислоты, изучал проблемы нефтедобычи, очистки нефти и др. В 1920—1926 годах работал в Политехническом институте во Львове: профессор физической химии и технической электрохимии, ректор в 1925/1926 учебном году. Основатель фабрики азотных соединений в Тарнуве; квартал, где расположена фабрика, в его честь был назван Мосьцицы.

## Президент Польши
С 1892 года — член Заграничного союза польских социалистов. После майского переворота 1926 года по рекомендации маршала Юзефа Пилсудского был избран президентом Польши и выполнял эти обязанности с 1 июня того же года. По сути, страной управлял Ю. Пилсудский, Мосьцицкий был формальным руководителем страны. В то же время Мосьцицкий, не принадлежа к старым соратникам маршала, вошёл в его ближний круг. Среди сторонников «санации» представлял «замковую группу» центристской направленности, состоящую из видных предпринимателей, чиновников, экономистов.

Карта Польской Республики в 1938 г.

### После смерти Пилсудского
Перед смертью Пилсудского в 1935 году была принята новая конституция, которая значительно расширяла полномочия президента. Эта конституция писалась под премьер-министра В. Славека, лидера т. н. «группы полковников», которая контролировала сейм и сенат. Мосьцицкий же, которому Пилсудский ещё в 1933 году заявил о временном характере его президентства, воспринимался своими политическими противниками как временщик, фигура, не имевшая больших властных амбиций и способностей. В то же время Пилсудский не объявил Мосьцицкому отставки. Итоги парламентских выборов в октябре 1935 года, хотя они и бойкотировались оппозицией, показали падение уровня поддержки режима «санации» и ближнего круга маршала Пилсудского, что сыграло на руку дистанцирующемуся от них Мосьцицкому. В этих условиях президент Польши показательно нарушил новую конституцию, предложив Славеку назначить министром экономики Е. Квятковского, таким образом грубо вмешавшись в работу премьер-министра. Славек подал в отставку, «полковники» начали резко терять влияние на политическую жизнь Польши. В конце концов президент республики смог консолидировать свою властную позицию, однако занять позицию неоспоримого лидера, подобно Пилсудскому, очевидно, был не способен.

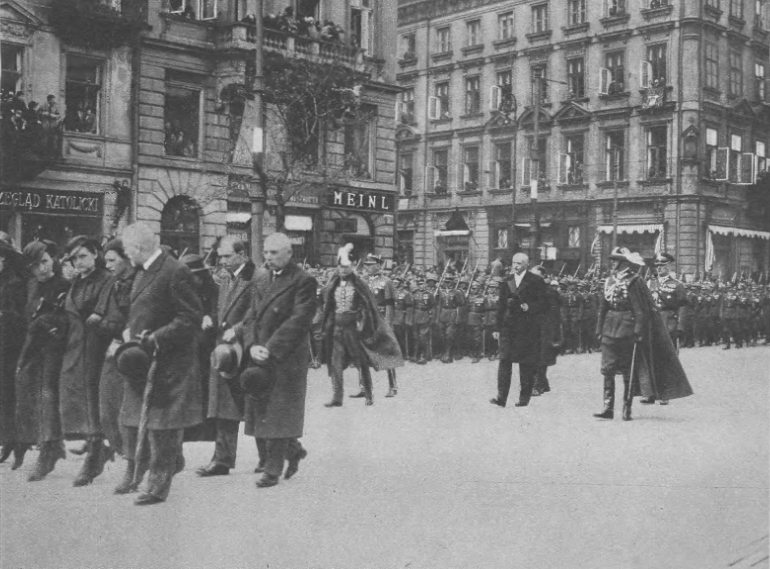
Президент Польши Игнаций Мосьцицкий на похоронах Юзефа Пилсудского в 1935 г.

Тактическим союзником Мосьцицкого в борьбе за власть выступил один из ближайших соратников Пилсудского — Эдвард Рыдз-Смиглы, который после смерти маршала в 1935 году был назначен генеральным инспектором вооружённых сил, что официально оформило контроль Рыдза над армией. Постепенно Мосьцицкий шёл на уступки инспектору — своим циркуляром от 15 июля 1936 года объявил его вторым человеком в государстве по протоколу (опять же в нарушение конституции), дал (в обтекаемых формулировках) согласие армии не баллотироваться на выборах 1940 года, а в ноябре 1936 года присвоил Рыдзу звание маршала Польши (до этого при республике оно присваивалось лишь Пилсудскому). В то же время Мосьцицкий не оставлял попыток одержать верх в противостоянии за власть. Указанная борьба осложнялась ухудшением здоровья престарелого президента, который в июне 1936 года прямо на заседании кабинета министров перенёс приступ амнезии.
В феврале 1937 года элементы «санации», лояльные маршалу Рыдзу, объединились в общественную организацию Лагерь национального объединения, шефом которого стал сам маршал. Идеология нового блока носила националистический, консервативный характер, апеллировала к величию, самобытности, католической вере польской нации. Требование Лагеря о достижении экономического суверенитета носило завуалированный антисемитский характер, поскольку было направлено в первую очередь против еврейских капиталистов в Польше. Появление Лагеря национального объединения ознамевало постепенный дрейф режима «санации» в сторону польского национализма, против чего выступили левые сторонники Пилсудского.
В правление Мосьцицкого правительствам Косцялковского и Славой-Складковского удалось добиться сначала стабилизации польской экономики, затем экономического роста путём применения протекционистских и фискальных мер, модернизации промышленности и сельского хозяйства, привлечения иностранных инвестиций. Экономические успехи были не в последнюю очередь обеспечены личным участием президента в подготовке и реализации реформ. Резко увеличились военные расходы (в 1936—1938 годах — до половины расходной части бюджета), развивалась оборонная промышленность, велось перевооружение. Польское руководство осознавало военную угрозу со стороны Германии.
При режиме Мосьцицкого руководство внешней политикой Польши осуществлял министр иностранных дел Ю. Бек. Сам президент, не обладая достаточной компетентностью в вопросах дипломатии, не препятствовал инициативам Бека. Мосьцицкий был посвящён в планы польского генштаба по аннексии Тешинской Силезии, принадлежавшей Чехословакии и занятой польскими войсками в октябре 1938 года. Президент Польши в январе 1939 года на правительственном совещании выступил против территориальных уступок Германии.

### Вторая мировая война. В изгнании
1 сентября 1939 года в первый день Польской кампании вермахта президент опубликовал обращение к польскому народу с призывом сражаться. Согласно статье 13 апрельской конституции 1935 года президент назначил своим преемником маршала Рыдза-Смиглого. Польская армия не могла оказывать немецким войскам сколько-нибудь длительного сопротивления. Начатый при Мосьцицком процесс перевооружения до начала войны завершён не был (долгосрочная программа по вооружениям была выполнена на 35 процентов). В целом неудовлетворительным оставалось состояние польской военной науки, не был подготовлен даже целостный план обороны западных областей. Главным стратегическим просчётом польского командования стала надежда на прибытие союзнических сил, исходя из которой и строились оборонительные планы.
В связи с возросшей опасностью бомбардировки королевского замка 1 сентября Мосьцицкий переехал в деревню Блота под Варшавой. В условиях быстрого продвижения немецких войск глава государства был вынужден 8 сентября переехать в город Олыка на Волыни. Далее, 14 сентября, он перенёс свою резиденцию в Залуч. 17 сентября после известия о вторжении РККА в Польшу было проведено совещание в городе Куты, на котором присутствовали Мосьцицкий, Рыдз-Смиглый, Юзеф Бек и Складковский. На этом совещании было принято решение об эвакуации членов правительства в Румынию. Мосьцицкий пересёк границу с Румынией 17 сентября 1939 года в 21:45. Там он был интернирован и 25 сентября передал должность президента генералу Болеславу Веняве-Длугошевскому. Однако с этим не согласились французские власти, потребовав передачи поста президента Владиславу Рачкевичу; Мосьцицкий выполнил это условие.
В декабре 1939 года вместе с семьёй обосновался в Швейцарии. Работал химиком в лаборатории в Женеве. Деятельности в работе правительства в изгнании не принимал. Экс-президент Польской Республики скончался в эмиграции в 1946 году. В 1993 году урна с его прахом была перенесена в Варшаву.
Почётный член и попечитель Польской академии литературы.